# Tessy Scholtes
Ne doit pas être confondu avec Scholtès ou Armand Scholtès.
Tessy Scholtes, née le 1er juin 1981 à Luxembourg-Ville (Luxembourg), est une karatéka luxembourgeoise connue pour ses nombreux podiums au terme des compétitions internationales en kumite individuel féminin plus de 60 kilos et open.
En septembre 2019, Tessy Scholtes est élue présidente de la section karaté de la Fédération luxembourgeoise des Arts martiaux, succédant ainsi à Jean-Claude Roob.

## Résultats
| Résultat | Date          | Épreuve                   | Catégorie | Compétition                                  | Ville hôte             |
| -------- | ------------- | ------------------------- | --------- | -------------------------------------------- | ---------------------- |
| [ 2 ]    | Février 2001  | Kumite individuel + 60 kg | Juniors   | Championnats d'Europe juniors et cadets 2001 | Nicosie, à Chypre      |
| [ 3 ]    | Mai 2001      | Kumite individuel open    | Seniors   | Championnats d'Europe 2001                   | Sofia, en Bulgarie     |
| [ 4 ]    | Août 2001     | Kumite individuel + 60 kg | Seniors   | Jeux mondiaux 2001                           | Akita, au Japon        |
| [ 5 ]    | Février 2002  | Kumite individuel + 60 kg | Juniors   | Championnats d'Europe juniors et cadets 2002 | Coblence, en Allemagne |
| [ 6 ]    | Mai 2002      | Kumite individuel + 60 kg | Seniors   | Championnats d'Europe 2002                   | Tallinn, en Estonie    |
| [ 7 ]    | Novembre 2002 | Kumite individuel open    | Seniors   | Championnats du monde 2002                   | Madrid, en Espagne     |
| [ 8 ]    | Mai 2003      | Kumite individuel + 60 kg | Seniors   | Championnats d'Europe 2003                   | Brême, en Allemagne    |